# Gubernia kurska

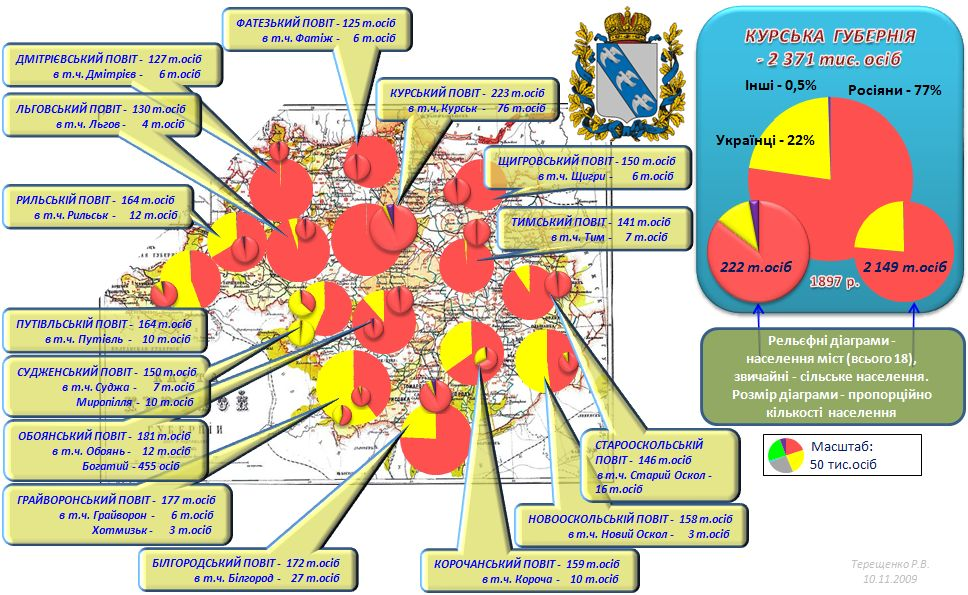
Mapa etnograficzna guberni kurskiej na podstawie spisu 1897

Gubernia kurska (ros. Курская губерния) – jednostka administracyjna Imperium Rosyjskiego i RFSRR w południowo-zachodniej Rosji, utworzona ukazem Katarzyny II 3 maja?/14 maja 1779 jako namiestnictwo kurskie, od 1796 gubernia. Stolicą guberni był Kursk. Zlikwidowana w 1928.
Gubernia była położona pomiędzy 50°13′ a 52°23′ szerokości geograficznej północnej i 51°14′ a 56°12′ długości geograficznej wschodniej. Graniczyła od północy z gubernią orłowską, na wschodzie z gubernią woroneską, na południu z gubernią charkowską i połtawską, na zachodzie z gubernią czernihowską.
Powierzchnia guberni wynosiła w 1914 – 46 455 km², ludność, według spisu powszechnego 1897 – 2 371 012 osób – Rosjan (77,3%) i Ukraińców (22,3%), pozostałe narodowości – 0,5%.
Gubernia w początkach XX wieku była podzielona na 15 ujezdów.

## Podział narodowościowy według deklarowanego języka ojczystego w ujezdach 1897[1]
| Ujezd    | Biełgorodzki | Grajworoński | Dmitrijewski  | Koroczański | Kurski | Lgowski | Nowooskolski | Obojański |
| -------- | ------------ | ------------ | ------------- | ----------- | ------ | ------- | ------------ | --------- |
| Rosjanie | 78,0%        | 40,9%        | 99,2%         | 65,3%       | 97,2%  | 95,2%   | 48,9%        | 89,0%     |
| Ukraińcy | 21,2%        | 58,9%        | …             | 34,3%       | …      | 4,5%    | 51,0%        | 10,7%     |
| Ujezd    | Putywelski   | Rylski       | Starooskolski | Sudżański   | Tymski | Fateski | Szczygrowski |           |
| Rosjanie | 46,9%        | 68,5%        | 91,3%         | 51,9%       | 98,9%  | 99,9%   | 99,8%        |           |
| Ukraińcy | 52,5%        | 31,0%        | 8,4%          | 47,9%       | 1,0%   | …       | …            |           |

Gubernia została w 1928 decyzją WCIK ZSRR wcielona w skład Centralnego Obwodu Czarnoziemnego RFSRR. Od 1934 na terytorium guberni istnieje obwód kurski RFSRR, a obecnie Federacji Rosyjskiej. Obwód obejmuje 29 800 km², a więc dwie trzecie terytorium dawnej guberni.